# Theresia Riedmaier
Theresia Riedmaier (* 20. Juli 1952 in Oberappersdorf bei Freising) ist eine deutsche Politikerin und gehört seit 1972 der SPD an.

## Leben
Riedmaier machte ihr Abitur über den zweiten Bildungsweg und studierte mehrere Semester im Abendstudium an der Hochschule für Politik in München. Im Sommer 1981 zog sie von Bayern in die Pfalz.
Bis 2017 war sie Vorsitzende des Verwaltungsrates der Sparkasse Südliche Weinstraße.

## Politik
Riedmaier  war von 1991 bis 1997 Landtagsabgeordnete im Landtag Rheinland-Pfalz mit einem Direktmandat des Wahlkreises 50 / Landau. Von 1997 bis zum 30. September 2017 war sie Landrätin des Landkreises Südliche Weinstraße. Mit Theresia Riedmaier kam erstmals in Urwahl eine Sozialdemokratin an die Spitze des Landkreises. Sie löste den CDU-Landrat Gerhard Weber ab, der über zehn Jahre diese Aufgabe innehatte. Aus gesundheitlichen Gründen zog sich Riedmaier nach über 20 Jahren Amtszeit im November 2017 zurück.

## Ehrenämter
- Mitglied des Vorstands des Vereins Zukunft Metropolregion Rhein-Neckar vom April 2013 bis zum Oktober 2017[2]